# Sonate pour piano no 20 de Mozart

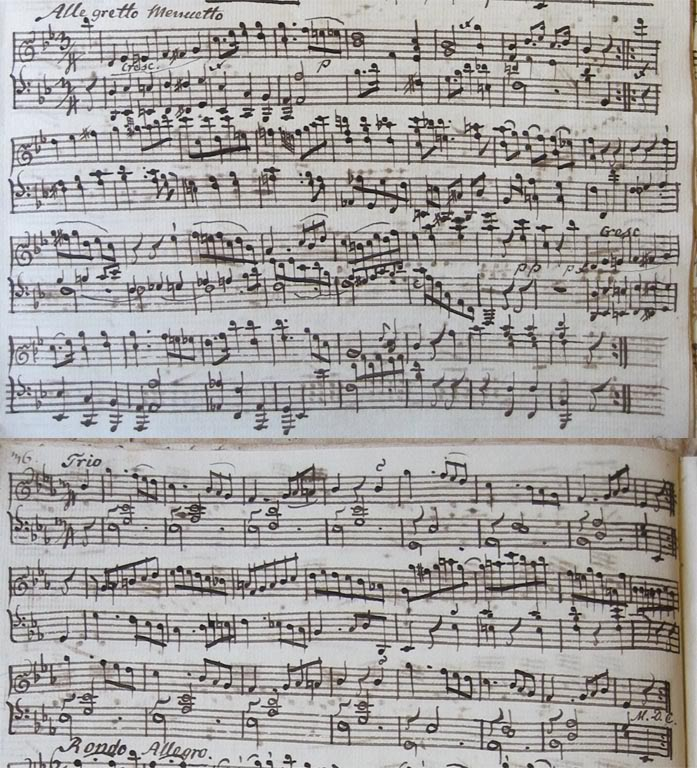
Menuet et Trio de cette sonate

La Sonate pour piano no 20 en si bémol majeur, K. 498a (Anh. 136), est une sonate pour piano imprimée en 1798 par P. J. Thonus à Leipzig au nom de Breitkopf & Härtel et attribuée à Wolfgang Amadeus Mozart. Une édition publiée vers 1805 l'attribue cependant comme opus 26 au Thomaskantor August Eberhard Müller (1767–1817). Certaines publications continuent à l'attribuer à Mozart, comme la Sonate pour piano no 20.

## Structure

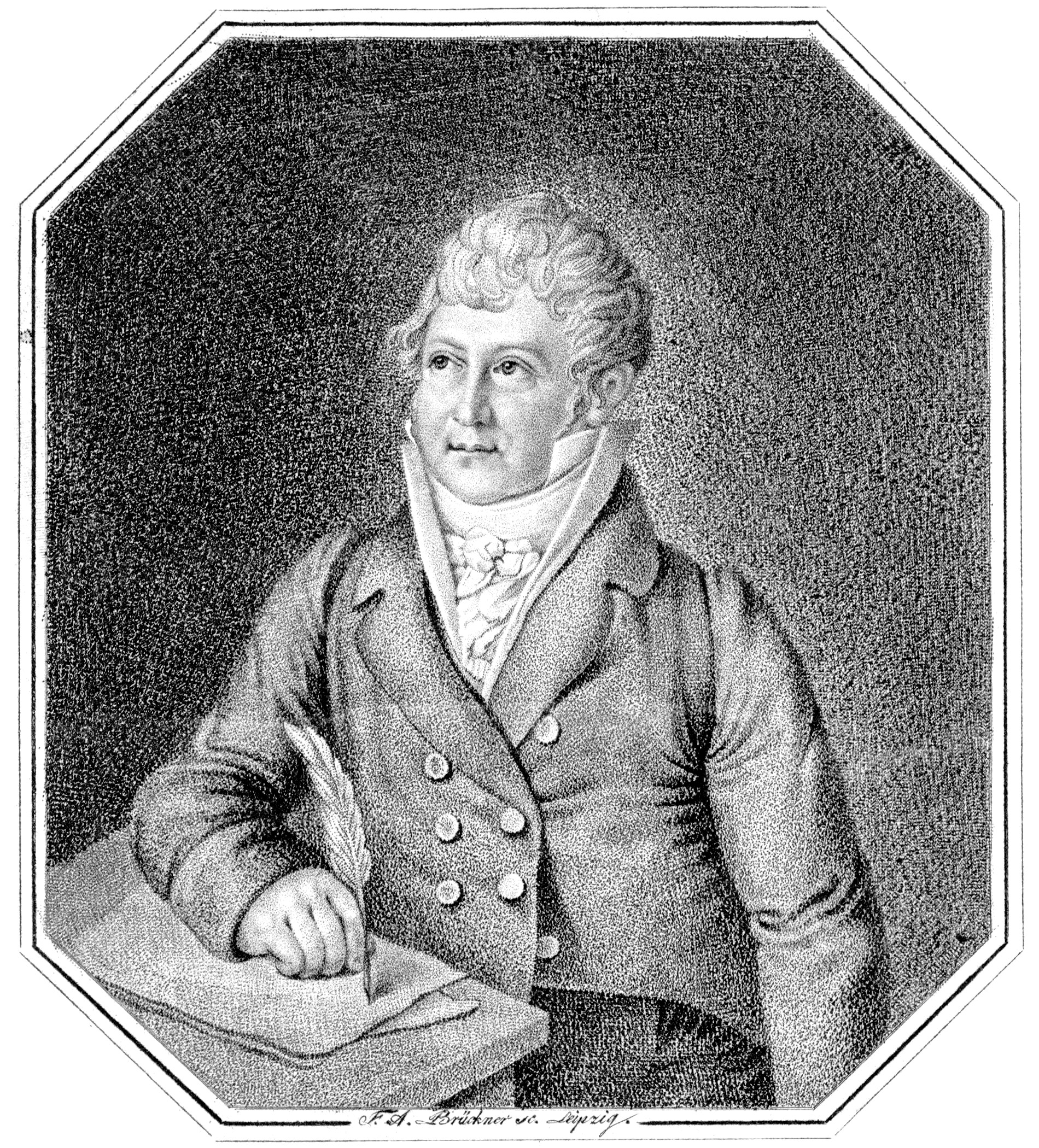
August Eberhard Müller

La sonate est en quatre mouvements :
1. Allegro, en si bémol majeur, à , 132 mesures
2. Andante, en mi bémol majeur, à 
, 67 mesures
3. Menuetto: Allegro, en si bémol majeur, à 
, 35 mesures, Trio, en mi bémol majeur, 24 mesures
4. Rondo : Allegro en si bémol majeur, à 
, 235 mesures

Durée de l'interprétation : 19 minutes